# 邱庭彪
邱庭彪（葡萄牙語：Iau Teng Pio，1964年—），男，汉族，澳门人，中华人民共和国政治人物。现任第六、七屆澳門特別行政區立法會行政長官委任議員，澳门大学法学院副院长、副教授、博士生导师。第十四届全国政协委员。